# Emil Nielsen (muzikant)
Emil Nielsen (Christiania, 22 juli 1877 - aldaar 4 oktober 1942) was een Noors zanger en dirigent.
Hij werd geboren binnen het gezin van handelaar Fredrik Emil Nielsen (1842-1897) en Emma Anette Mortensen (1854-?). Hij werd geboren zes dagen nadat zijn twee jaar eerder geboren broer Søren was overleden. Hij kreeg opleiding in Dresden, München en Oslo. Gedurende het seizoen 1903/1904 was hij zanger te Würzburg. Van hem is bekend dat hij in het Nationaltheatret gedurende de periode 1906 tot en met 1931 vier rollen speelde, waaronder die van Koning Herold in Lohengrin van Richard Wagner.  Hij was van 1906 tot 1909 betrokken bij het Conservatorium van Oslo. Van 1919 tot 1929 was hij dirigent van Den norske studentensangforening, een van de belangrijkste koren destijds. Daarna werd hij voor vier jaar dirigent van het Vrouwelijke Studentenkoor. In dezelfde tijd gaf hij leiding aan het Vrijmetselaarskoor in Drammen.